# Friso

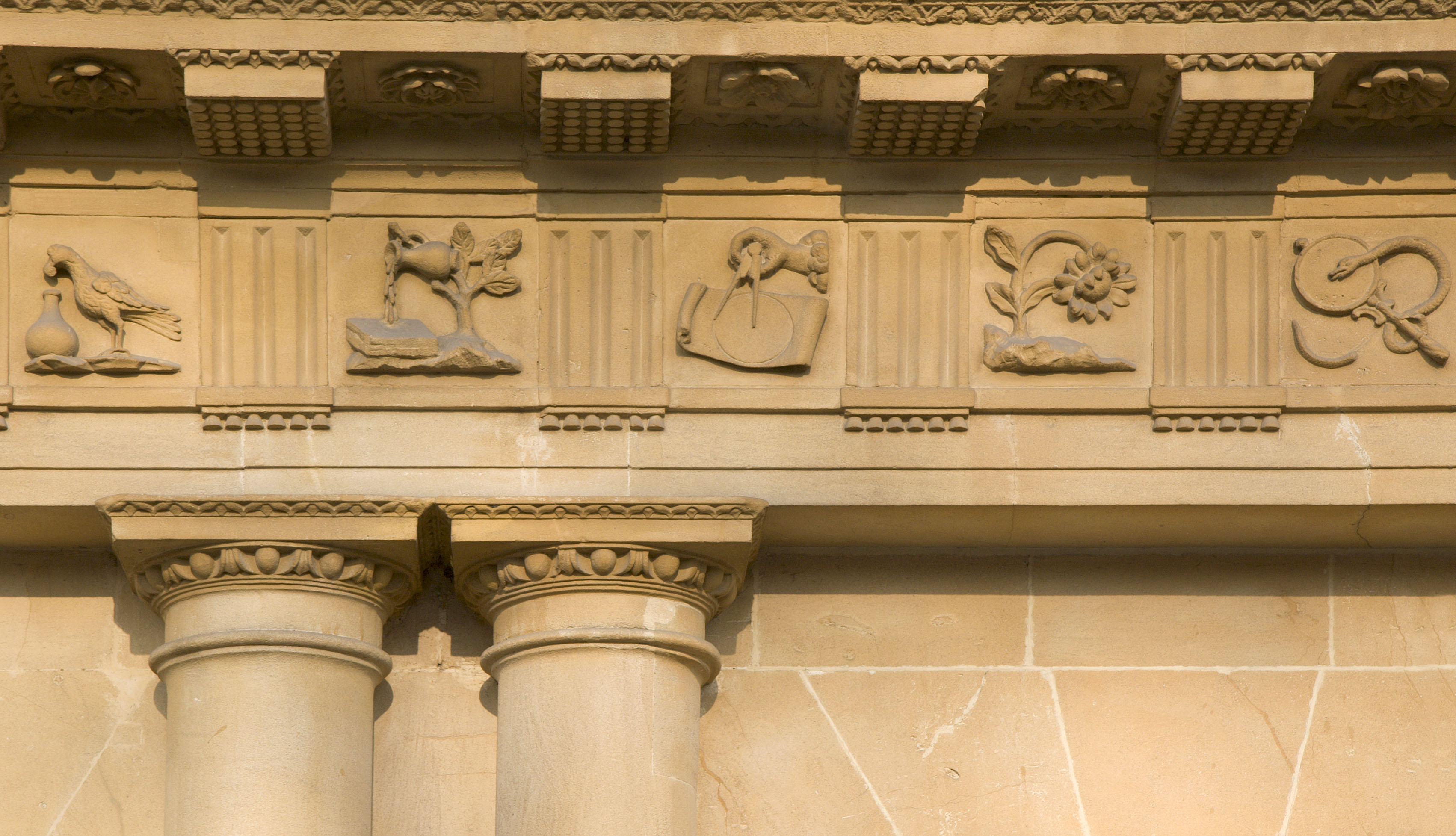
Detalhe do friso dórico mostrando as altenadas sequências entre os tríglifos e as métopas. The Circus (Bath) pelo arquiteto John Wood, o Velho.

Friso na arquitetura clássica, é um espaço compreendido na parte superior do entablamento, que separa a cornija da arquitrave, de um edifício ou monumento, comummente adornado por esculturas, com inscrições. O termo refere-se geralmente a uma barra ou faixa pintada, esculpida ou com inscrições, disposta horizontalmente, que guarnece exteriormente ou interiormente a parte superior de um edifício ou cómodo. No sentido comum, é uma faixa para divisão ou ornamentação de uma superfície de parede, geralmente na parte superior e que podem ocupar tanto o exterior como o interior do edifício.

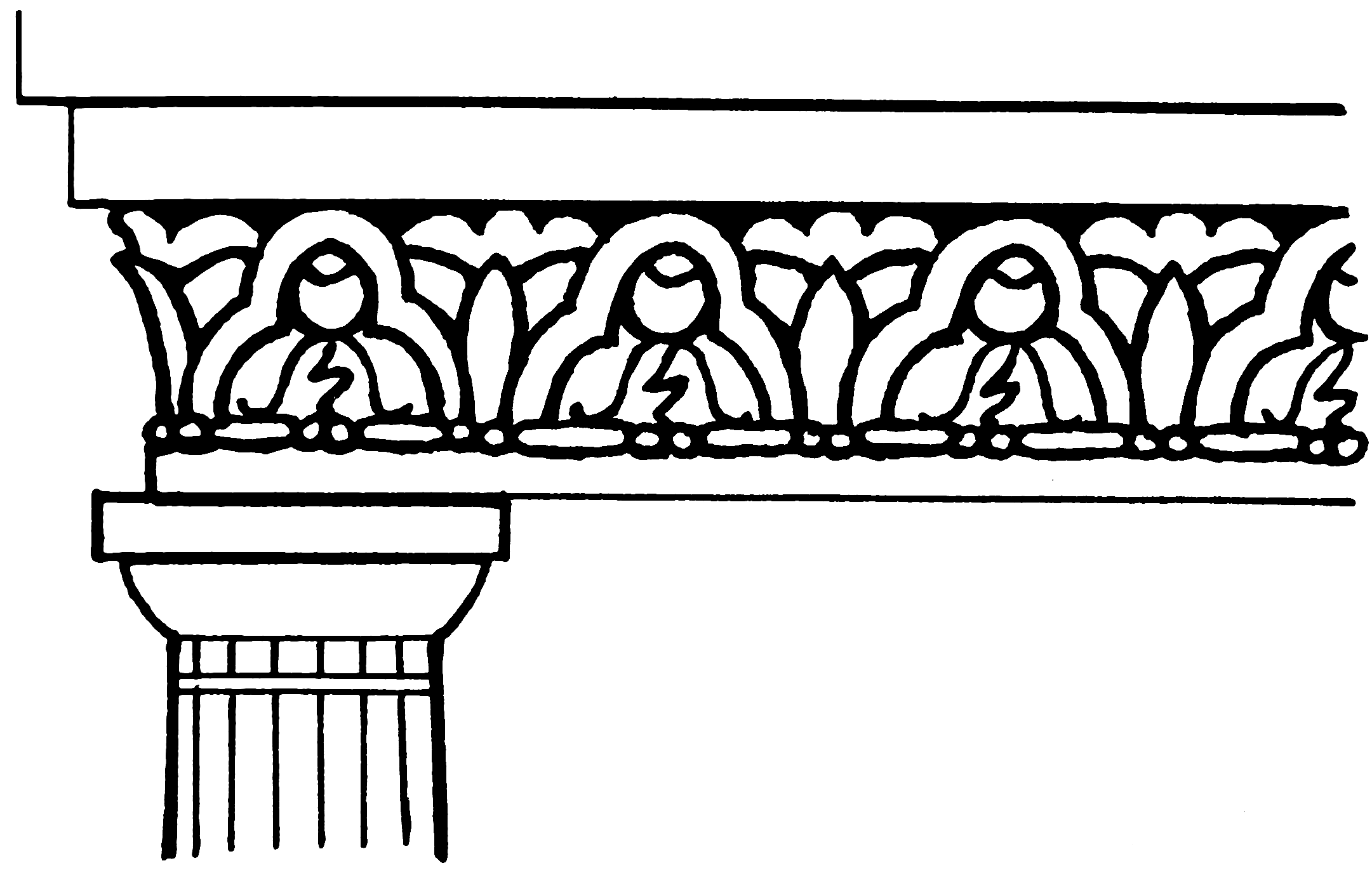
Representação gráfica de um friso.

## Descrição

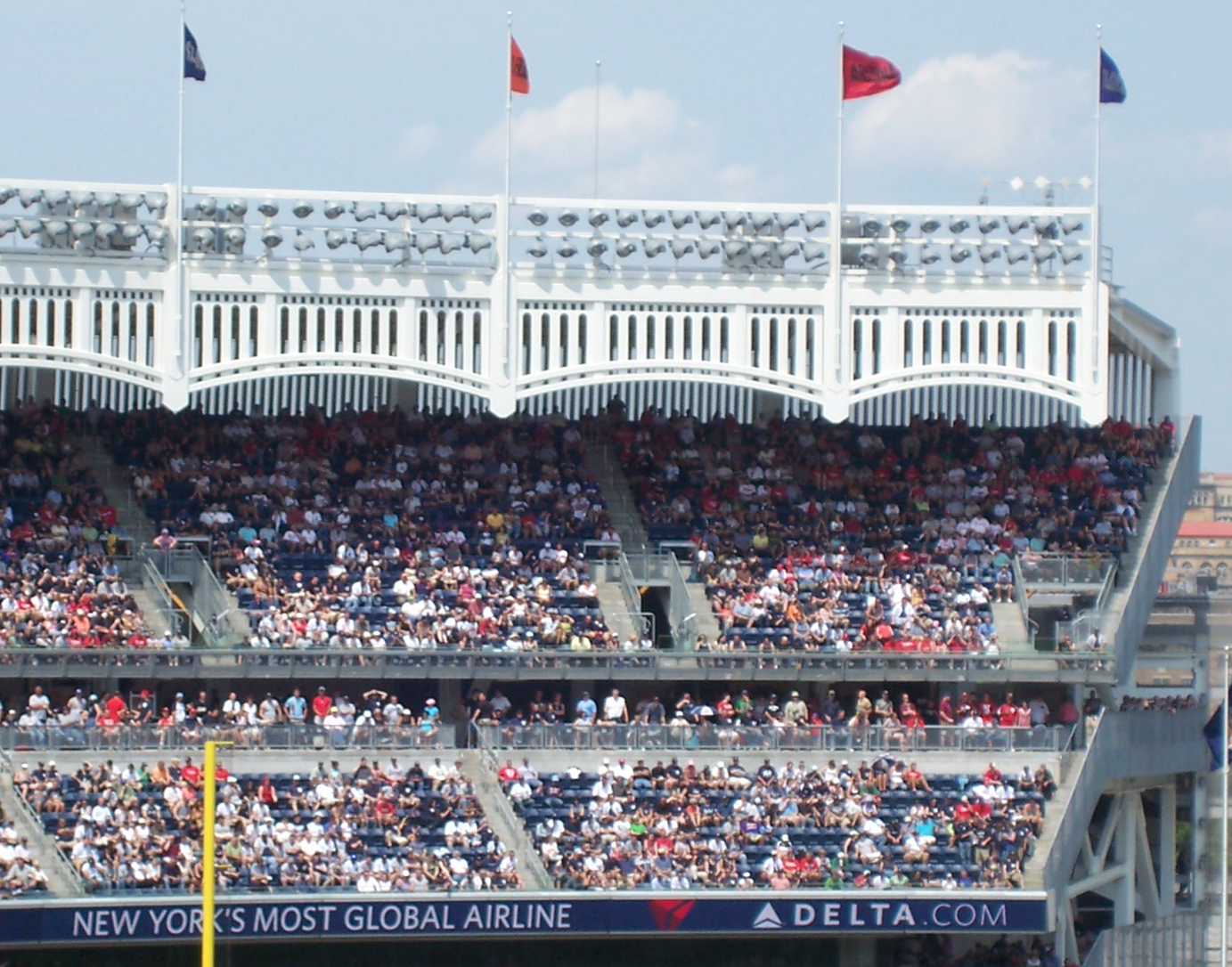
Frisos na cobertura do Yankee Stadium.

Em edifícios de ordem dórica, o friso é normalmente composto por tríglifos  alternados (cumprindo blocos rectangulares, cada um aformoseado com três estrias verticais) e métopas que os intercalam. Em edifícios de ordem jónica ou compósita, o friso é ornamentado com figuras em relevo, como é exemplo o tesouro de Cnidians em Delfos (início do século V a.C.) ou o monumento corágico de Lysicrates em Atenas (334 a.C.). Em edifícios romanos o friso era decorado com motivos vegetalistas, como palmetas e folhas de acanto ou guirlandas. Em finais do Romano e em várias esculturas do Renascimento, o perfil do friso apresentava uma superfície convexa, tendo então sido designado de friso pulvino.
O friso pulvino apresenta uma superfície convexa. Esses frisos foram característicos do século XVII, principalmente no modernismo nórdico, com maior predominância os frisos secundários, e bastante utilizados na arquitetura de interiores e mobiliário.

## Friso do Partenon
O mais famoso dos frisos de ornamento é indubitavelmente o friso esculpido na parte superior da parede exterior da cela do Partenon, logo abaixo da cobertura do pórtico. Este friso possui 101 cm de altura e 160 metros de comprimento, estando decorado com representações da procissão cerimonial do Festival Panathinaiko e é caracterizada pela soberbo ritmo conceptual do desenho, produto de uma admirável execução artística. É expressão máxima da escultura grega de meados do século V a.C., e é o mais famoso exemplo da escultura arquitectónica clássica.